# Nancy Dine
Nancy Lee Dine, geb. Minto (* 7. März 1937 in Cleveland; † 6. September 2020 in Manhattan), war eine US-amerikanische Filmemacherin. Sie war die erste Ehefrau und Muse des Künstlers Jim Dine. Über ihn drehte sie unter anderem den für einen Oscar nominierten Kurz-Dokumentarfilm Jim Dine: A Self-Portrait on the Walls.

## Leben
Ihre Eltern waren Robert Earl Minto, der als Chef-Metallurg und Manager der Qualitätskontrolle für ein Stahlunternehmen arbeitete, und Ann Marie Minto, geb. Garrity. Während Nancy Minto an der Ohio University studierte, lernte sie Jim Dine kennen. 1957 heirateten sie, zogen im Jahr darauf nach New York City und bekamen drei Söhne. 1967 zog die Familie vorübergehend nach London und dann Putney, Vermont, bevor sie in den 1980er Jahren nach New York zurückkehrte.
Nancy Dine unterstützte ihren Ehemann bei seinen künstlerischen Projekten. Jim Dine, der sich nach eigenen Aussagen von Beginn an durch ihr Gesicht inspiriert fühlte, porträtierte sie in Hunderten von Zeichnungen und Drucken. Einige gelangten in den Besitz von Museen wie die Radierung Nancy Reading (1973), welche sich in der Sammlung des British Museum befindet. Eine Reihe von 25 Radierungen mit Blumenmotiven (1978–1981), entworfen von Jim Dine und gedruckt von Aldo Crommelynck, wurde 1983 im Rahmen der katalogbegleiteten Ausstellung Nancy Outside in July im Art Institute of Chicago gezeigt.
Als Nancy Dine 50 Jahre alt und Großmutter wurde, begann sie sich mit dem Filmemachen zu beschäftigen. Hierfür gründete sie 1987 das von ihr geleitete Produktionsunternehmen Outside in July, Inc. 1989 war sie als Produzentin an Peggy Sterns Regiearbeit Debut beteiligt, die den Alltag klassischer Musiker am Beispiel des neu begründeten New Yorker Kammermusik-Ensembles „Hexagon“ beleuchtet.
Nancy Dine initiierte außerdem die Produktion von drei halbstündigen Kurz-Dokumentarfilmen über ihren Ehemann. Jim Dine hatte sie gebeten, sein Schaffen zu dokumentieren, wobei er auf ihren Wunsch hin eine Erklärung unterschrieb, mit der auf sein Recht verzichtete, das Endergebnis mitzubestimmen. Der erste Film Jim Dine: Childhood Stories (1992), inszeniert von Peggy Stern und produziert von Nancy Dine, widmet sich seiner Kindheit. Bei Jim Dine: A Self-Portrait on the Walls (1995) führte Nancy Dine Regie und war Co-Produzentin. Der Film veranschaulicht ein Beispiel für die Vergänglichkeit von Kunst: er zeigt Jim Dine, der in den Ausstellungsräumen des Ludwigsburger Kunstvereins die Wände mit großflächigen Kohlezeichnungen versieht, die nach Ende der Ausstellung sechs Wochen später von Arbeitern übertüncht werden. Für diesen Film wurde Nancy Dine 1996 zusammen mit Co-Produzent Richard Stilwell für einen Oscar in der Kategorie Bester Dokumentar-Kurzfilm nominiert. Der dritte Kurzfilm der Reihe, All About Looking (1996), behandelt eine ähnliche Problematik. Er zeigt Jim Dine als Dozent bei einem dreiwöchigen Kurs an der Internationalen Sommerakademie für Bildende Kunst Salzburg, wo er seine Studenten lehrt, dass der künstlerische Prozess wichtiger ist als das Endprodukt, indem er sie ihre Zeichnung vom Vortag wegradieren lässt. Auch hier führte Nancy Dine Regie.
1997 trennten sich Nancy und Jim Dine, 2006 ließen sie sich scheiden. Nachdem Nancy Dine drei Jahrzehnte in einem Loft in West Village gewohnt hatte, zog sie 2016 in ein Hochhausappartment nahe dem Lincoln Center. Sie starb 2020 mit 83 Jahren an Lungenkrebs-Komplikationen in einem Krankenhaus in Manhattan.

## Filmografie
- 1989: Debut
- 1992: Jim Dine: Childhood Stories
- 1995: Jim Dine: A Self-Portrait on the Walls
- 1996: All About Looking